# 兰博基尼Huracán
藍寶堅尼Huracán 是一款由意大利汽车制造商藍寶堅尼公司生产的超级跑车。于2014日内瓦汽车展发布，用来取代藍寶堅尼最畅销的超级跑车藍寶堅尼盖拉多。新车将于2014年春季开始发售。

## 车型简介
兰博基尼Huracán的名字和其它车型一样，都来源于西班牙斗牛。在西班牙语中，Huracán的意思是“飓风”。并且，Huracán在1879年曾经是一只勇猛斗牛的名字。全名为兰博基尼 Huracán LP 610-4。
在日内瓦车站之前的兰博基尼VIP会上，兰博基尼已经接到了700多份订单。在2014的日内瓦汽车展上，兰博基尼公司第一次正式向公众展示了盖拉多的接班车兰博基尼Huracán。于此同时，兰博基尼Huracán也会成为奥迪R8和迈凯伦MP4-12C等一系列同等级超级跑车的主要竞争对手。
目前，兰博基尼新车已经接受预定，年底可以提车。目前初步的定价为429万人民币。

## 外观介绍
兰博基尼Huracán是之前盖拉多型号的接班车。在外观方便进行了全面的改进，使现型号看起来更加具有攻击性和运动性。全新的LED大灯和尾灯让兰博基尼Huracán看起来更加先进和富有科技感。

## 引擎
动力方面，兰博基尼Huracán是基于上代兰博基尼盖拉多研发的一台 5.2 公升的自然吸气 V10发动机。但是最大输出功率较以前被提高到了602匹马力，并且峰值扭矩提高到了413牛米。这台V10使用了全新的燃料噴射裝置。重新调校过的排气管拥有了比以前更加动听的声音。本車也附有Start/Stop系統節省燃油。

## 性能介绍
兰博基尼Huracán的最高时速可以达到325 km/h (202 mph)。从静止到加速到100 km/h仅需3.2秒钟并且从静止到200 km/h也仅需要9.9秒钟。兰博基尼Huracán使用了一系列轻量化设计，全新的底盘由碳铝混合结构打造而成，届时，普通版的兰博基尼Huracán车身重量将达到1422kg，相比上一代兰博基尼盖拉多轻了足足78kg。并且，新的兰博基尼Huracán底盘将会被运用在明年发布的全新奥迪R8超级跑车上面。兰博基尼Huracán运用了兰博基尼常用的全时四驱系统，使得车辆可以保持足够的抓地力来应对各种路面并且精确的传递性能到达车轮与路面。
传动方面，兰博基尼Huracán运用了新的7前速双离合变速器。驾驶员可以随意选择驾驶模式。通过换挡拨片手动换挡。传统的手动变速箱从此进入了历史，兰博基尼Huracán将不会再标配手动变速箱。
儘管如此，此車款和其他同價位之跑車相比性能表現仍然不佳，如本田NSX、日產GT-R、奧迪R8、保時捷911甚至福特野馬均能輕鬆於直線競速賽中擊敗它，實為此車一大敗筆。

## 内饰
内饰方面，全新兰博基尼Huracán得到了大幅度的改进和提升。车厢运用了大量真皮材质。仪表盘则变成了一块12.3英寸的液晶显示器。高科技遍布全车，完全超越了兰博基尼盖拉多。上市之后，车辆内饰还会有更多配置可以选择。

## 流行文化
兰博基尼Huracán在2015年第一人称射击游戏《战地：硬仗》（Battlefield: Hardline）的資料片《搶劫》（Robbery）中以警匪兩方可用的豪華轎跑車之姿出現，用途亦與警用跑車和罪犯跑車相同。